# کوین رولند
کوین رولند (انگلیسی: Kevin Rowland؛ زادهٔ ۱۷ اوت ۱۹۵۳) خواننده، ترانه‌پرداز، گیتارنواز و موسیقی‌دان اهل بریتانیا است. وی از سال ۱۹۷۴ میلادی تاکنون مشغول فعالیت بوده است. او بیشتر به عنوان خواننده اصلی گروه پاپ Dexys Midnight Runners (که در حال حاضر Dexys نامیده می‌شود) شناخته می‌شود. این گروه در اوایل دهه ۱۹۸۰ چندین آهنگ موفق داشت که قابل توجه‌ترین آنها "Geno" و "Come On Eileen" بودند که هر دو به رتبه اول جدول تک‌آهنگ‌های بریتانیا رسیدند.

## زندگینامه
رولند در ۱۷ اوت ۱۹۵۳ در ودنسفیلد، استافوردشر (که اکنون ولورهمپتون نام دارد) از والدینی ایرلندی اهل کراسمولینا ایرلند متولد شد. و از سن یک سالگی به مدت سه سال در ایرلند زندگی کرد و سپس به ولورهمپتون بازگشت. خانواده‌اش در ۱۱ سالگی به هرو، لندن نقل مکان کردند و او در ۱۵ سالگی مدرسه را ترک کرد.
رولند قبل از شروع حرفه موسیقی، آرایشگر بود.

## حرفه
اولین گروه رولند، لوسی و دِ لاورز، تحت تأثیر راکسی میوزیک بودند و دوام چندانی نداشتند. پروژه بعدی او، گروه پانک راک کیل‌جویز ، کمی موفق‌تر بود و تک‌آهنگ «جانی به بهشت نمی‌رود» را در سال ۱۹۷۷ منتشر کرد.
رولند که از صحنه پانک بیگانه شده بود، به همراه کوین آرچر ، گیتاریست کیل‌جویز، یک گروه جدید تحت تأثیر موسیقی سول به نام دکسیز میدنایت رانر تشکیل دادند. بسیاری از آهنگ‌های این گروه از تبار ایرلندی رولند الهام گرفته شده بودند و از طریق سبک آوازی خاص رولند قابل تشخیص بودند. رولند بعداً در مورد تشکیل گروه گفت که "داشتن یک سبک آوازی مهم است" و "من ایده قرار دادن آن صدای "گریان" را داشتم"، که تا حدودی از ژنرال جانسون از رؤسای هیئت مدیره الهام گرفته شده بود. این گروه چندین تک‌آهنگ موفق مانند "بیا ایلین" (۱۹۸۲) داشت.
در پایان دهه ۸۰ میلادی، رولند می‌خواست سبک‌های مختلف ترانه‌سرایی را امتحان کند و گروه دکسیز میدنایت رانر شروع به ضبط موسیقی‌های «درون‌گرایانه‌تر و غمگین‌تر» کرد. آثار جدید موفقیت‌آمیز نبودند؛ دکسیز میدنایت رانر توسط ناشرشان کنار گذاشته و منحل شد. رولند گفت: «من بیش از حد مطمئن و متکبر بودم. فکر می‌کردم همه موسیقی جدید ما را می‌شنوند و می‌گویند: 'وای'.» او به مواد مخدر معتاد شد، پولش را از دست داد و وارد مراکز ترک اعتیاد شد.
وقتی گروه دکسیز در سال ۱۹۸۷ منحل شد، رولند یک آلبوم انفرادی به نام «سرگردان » ضبط کرد که به همراه سه تک‌آهنگش، یک شکست تجاری بود. انتشار بعدی او تا سال ۱۹۹۹ طول کشید، زمانی که مجموعه‌ای از تفسیرهای آهنگ‌های کلاسیک به نام « زیبایی من» را ضبط کرد که جلد آلبوم آن، رولند را با گریم سنگین و لباس زیر زنانه به تصویر می‌کشید.
در سال ۲۰۰۳، رولند گروه Dexys Midnight Runners را دوباره تشکیل داد - تنها با یک عضو اصلی دیگر، پیت ویلیامز، نوازنده گیتار بیس، که نقش همخوان رولند را ایفا می‌کرد - و یک بازگشت موفق را آغاز کرد که با یک آلبوم گردآوری‌شده از بهترین آهنگ‌ها شامل دو آهنگ تازه ضبط‌شده، "Manhood" و "My Life in England" همراه بود. هر دوی این آهنگ‌های جدید توسط ناشر موسیقی آزمایش رادیویی شدند، اما هیچ‌کدام پخش کافی برای انتشار نداشتند.
در سال ۲۰۱۲، رولند گروه Dexys Midnight Runners را با نام "Dexys" و با آلبوم جدید "One Day I'm Going to Soar" و به همراه یک تور در بریتانیا، دوباره راه‌اندازی کرد. رولند همیشه با پیشینه ایرلندی خود شناخته شده است و در سال ۲۰۱۶، Dexys پنجمین آلبوم خود را با نام " Let the Record Show: Dexys Do Irish and Country Soul " منتشر کرد که شامل اجراهایی از آهنگ‌های فولک ایرلندی مانند "Women of Ireland" و "Carrickfergus" و آهنگ‌های دیگر بود.
رولند از حدود سال ۲۰۰۵، میزبان یک تور دی‌جی محبوب در کلوب‌ها و مکان‌های مختلف در سراسر بریتانیا بوده است. مجموعه گلچین‌شده‌ی او شامل آهنگ‌های مورد علاقه‌ی شخصی‌اش، آهنگ‌های سول قدیمی و پاپ از هنرمندان برجسته‌ای مانند راکسی میوزیک، تی. رکس، Harold Melvin و the Blue Notes می‌شود.
وی در تابستان ۲۰۲۰ ویدیوی جدیدی برای آهنگ Rag Doll منتشر کرد، تبلیغی که نوه‌اش رو، در آن حضور دارد. در سپتامبر ۲۰۲۰، آلبوم My Beauty توسط Cherry Red Records دوباره منتشر شد و سرانجام در ماه اکتبر به یک آهنگ پرفروش در بریتانیا تبدیل شد و در جدول آلبوم‌ها به رتبه ۷۳ رسید.

## ترانه‌شناسی
آلبوم‌های استودیویی
| سال  | جزئیات آلبوم                                                   |
| ---- | -------------------------------------------------------------- |
| ۱۹۸۸ | سرگردان - تاریخ انتشار: ۱۹۸۸ - لیبل: مرکوری رکوردز             |
| ۱۹۹۹ | زیبایی من - تاریخ انتشار: ۲۱ سپتامبر ۱۹۹۹ - لیبل: سوابق آفرینش |

تک‌آهنگ
| سال  | تک‌آهنگ         | موقعیت‌های اوج | آلبوم     |
| سال  | تک‌آهنگ         | بریتانیا      | آلبوم     |
| ---- | -------------- | ------------- | --------- |
| ۱۹۸۸ | «دور شو»       | ۹۵            | سرگردان   |
| ۱۹۸۸ | «امشب»         | ۸۱            | سرگردان   |
| ۱۹۸۸ | «مرد جوان»     | ۱۰۲           | سرگردان   |
| ۱۹۹۹ | «بتن و خاک رس» | —             | زیبایی من |